# Quận Morgan, Kentucky
Quận Morgan là một quận thuộc tiểu bang Kentucky, Hoa Kỳ.
Quận này được đặt tên theo Daniel Morgan. Theo điều tra dân số của Cục điều tra dân số Hoa Kỳ năm 2000, quận có dân số 13.948 người. Quận lỵ đóng ở West Liberty6.

## Địa lý
Theo Cục điều tra dân số Hoa Kỳ, quận có diện tích 348 dặm vuông Anh (901 km2), trong đó có km22 dặm vuông Anh (5 km2) là diện tích mặt nước.

### Quận giáp ranh
- Quận Rowan (tây bắc)
- Quận Elliott (bắc)
- Quận Lawrence (đông bắc)
- Quận Johnson (đông)
- Quận Magoffin (đông nam)
- Quận Wolfe (tây nam)
- Quận Menifee (tây)

### Khu bảo tồn quốc gia
- Rừng quốc gia Daniel Boone (một phần)

## Thông tin nhân khẩu
Trong cuộc tổng điều tra dân số năm 2000 có 13.948 người, 4.752 căn nhà và 3.567 gia đình đang sinh sống trong hạt.